# کواهوما (میسیسیپی)
کواهوما (به انگلیسی: Coahoma) شهرکی در ایالت میسیسیپی کشور ایالات متحده آمریکا است که جمعیت آن در سرشماری سال ۲۰۱۰ میلادی، ۳۷۷
نفر بوده‌است.